# Energilinje
Energilinje är en graf över hur den totala vattenpotentialen varierar längs en ledning eller en sektion av ett vattendrag, öppet dike och kanal. Vid konstruktion av en energilinje, brukar Bernoullis ekvation användas.
Vid kanalströmning ligger alltid energilinjen en hastighetshöjd över den fria vattenytan. Detta beror på att det alltid råder atmosfärstryck vid den fria vattenytan, varför tryckpotentialen per definition blir noll.